# N612 (België)
De N612 is een gewestweg in de Belgische provincie Luik. De weg verbindt de N608 ten noordoosten van Aubel met de N3 in Hendrik-Kapelle. De lengte is ongeveer 5 kilometer.

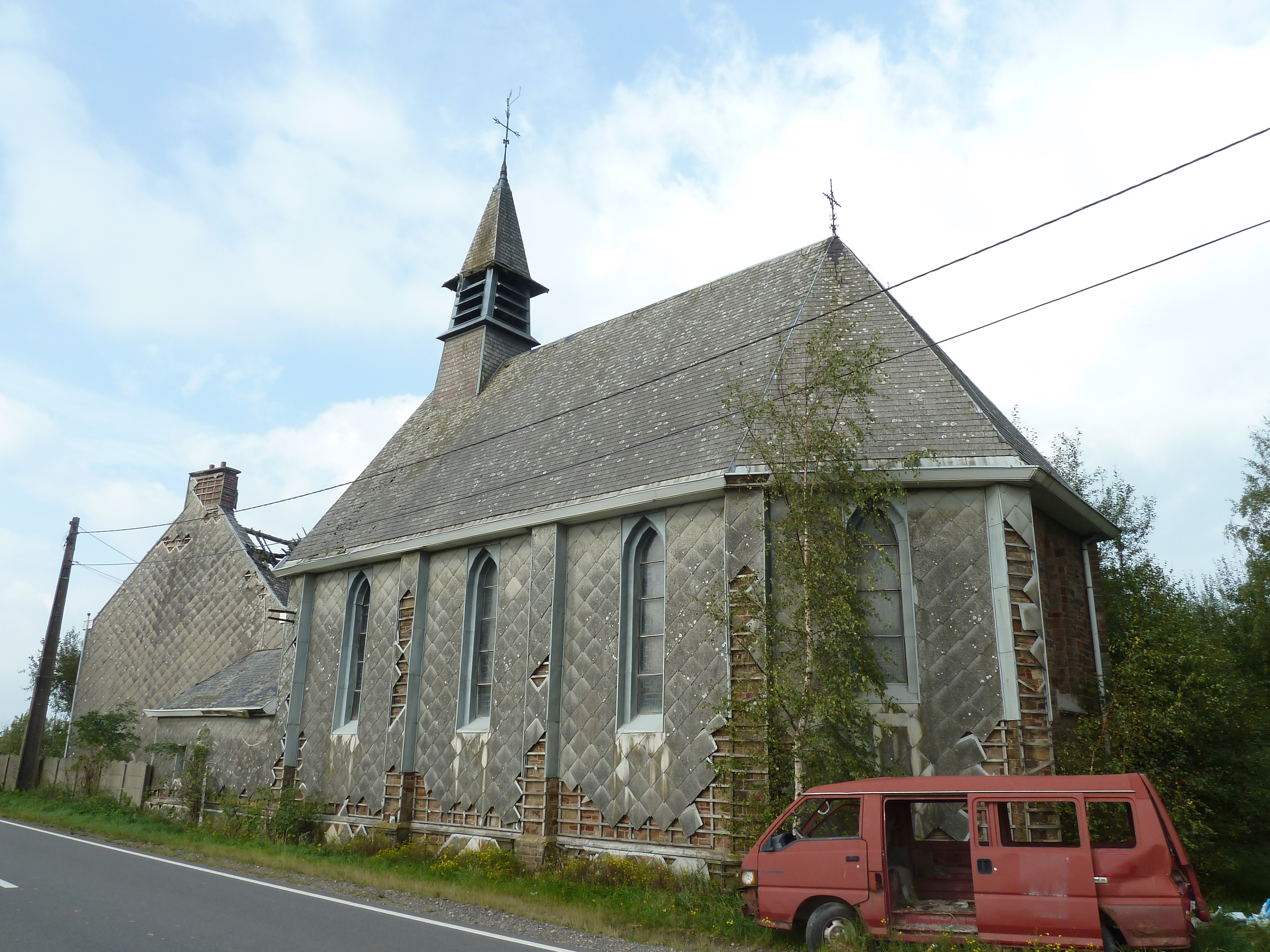
De vervallen Agnus Deikerk aan de N612.

De weg loopt over een heuvelrug en komt langs de Amerikaanse militaire begraafplaats Henri-Chapelle en de inmiddels vervallen Agnus Deikerk. Deze heuvelrug vormt de waterscheiding tussen de Berwijn in het westen en de Gulp in het oosten. De weg vormt tevens de grens tussen de gemeentes Aubel en Blieberg. Het zuidelijkste deel (zo'n 500 meter) ligt volledig in de gemeente Welkenraedt.